# 东晋
东晋（317年4月6日－420年7月10日），中國朝代，乃西晉司馬氏政權的延續。因北方游牧民族发动战争，晉懷帝與晉愍帝先後被俘殺，琅琊王司馬睿在群臣擁戴下在建康（今南京）即位，即晉元帝，史稱東晉。東晉與先前三国时期的东吴以及其後的宋、齊、梁、陳，合稱為六朝。此外，東晉又仿蜀汉称東漢為中汉，称西晋为中朝；又东晋统治地区大部分在江东，古称江左，因此以江左代指东晋。因江東被晉人視為東方，因而司馬睿之後的晉朝被劉宋稱作東晉。同时北方有多个游牧民族建立政权並连年征战，史称五胡十六国时期。
東晉雖然是司馬氏政權的延續，但司馬氏在政治上威望不高，朝廷由世族大家把持，最先的一個乃出身琅琊王氏的王導，其後又有陳郡謝氏的謝安、謝玄等等。而世家大族中的代表者有南下的王、謝、袁、蕭等僑姓，和本身居於江南的朱、張、顧、陸的吳姓。最初東晉有賴權臣王導主持大局，一方面拉攏江南士族，一方面又安排予從中原南下的士族，並以司馬氏作為共同擁戴的對象，司馬氏實際上成為傀儡。晉哀帝曾自嘲政治大事就日後篡晉自立的桓氏（桓楚）主導，自己則只負責宗廟祭祀等小事。世家大族本身並不真正忠於司馬氏，尤其是他們本身擁有大量田地，以至擁有自家部隊（即所謂「部曲」），有足夠實力抗衡司馬氏政權。最初有王導主持大局，東晉政權得以穩定，故時人稱「王與馬，共天下」。但晉元帝以降則內亂頻生，如有早期王敦之亂、蘇峻之亂，後期又有孫恩盧循之亂等。
东晋也曾多次试图北伐，但由于内部不团结，東晉君主表面上支持北伐，實質害怕連半壁江山都失去，導致其北伐大多毫无建树，只有最后篡晋的刘裕領導的北伐收回部分失地。祖逖本有希望恢复旧土，但他被晉元帝及世家大族挾制，郁郁而终。桓温的北伐则被慕容垂击败。
376年，前秦苻坚滅掉代國，統一北方，南北分立之势从此而成。其後苻坚開始率兵南侵。383年，苻坚率約八十七萬兵馬大幅南侵，东晋宰相谢安力主抗击，派谢石、谢玄率军，在淝水之战大获全胜，苻坚逃回北方。之後苻坚力量衰弱，因此原本統一的北方再次分裂為多國，東晉成功北伐，疆域一度達至黃河以南。后有桓玄叛乱，废安帝，自立为天子，後为大将刘裕所平，然大权落于刘裕。刘裕弑安帝，立恭帝。
420年，刘裕篡位建立劉宋，開啟南北朝時代，東晉亡。

## 歷史

### 開始

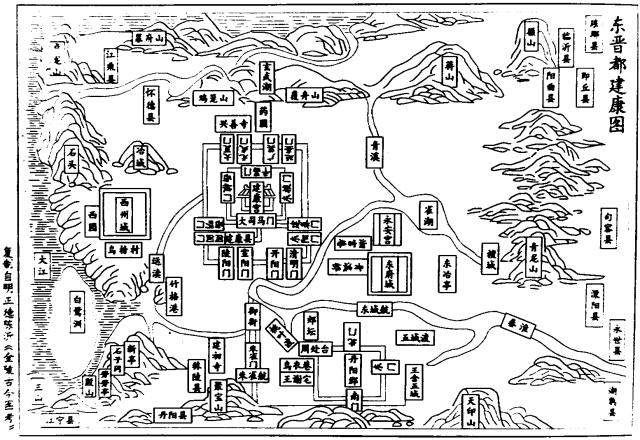
明朝陈沂所著《金陵古今图考》中东晋都建康图

317年，皇族司馬睿在建康城（今江苏省南京市）稱晋王（318年称帝），是為晉元帝，史稱東晉。東晉本身並沒有強大的實力，主要是憑著長江天險，偏安江南；及依靠丞相王導號召南遷避難的中原士族，並聯合南方大族，取得他們的支持。不過，南北大族之間時常發生衝突，內亂頻生，導致東晉政權並不穩定。而原先北方忠于晋朝的势力也很快败亡或自行建立独立政权。
自西晉末年劉淵建汉赵以來，南匈奴、羯、白奴、丁零、铁弗、卢水胡、拓跋鲜卑、宇文鲜卑、段氏鲜卑、慕容鲜卑、秃发鲜卑、乞伏鲜卑、九大石胡、大月氐、小月氐和巴氐、姜、夫余、乌桓、高句丽，在中國北方的黃河流域一帶先後建立六十二个割據政權，連同漢族所建立的政權，較重要的有十六個國家，歷史上稱為「五胡十六國」。

### 北伐
從北方南遷的人民時常懷念家鄉，因此一些有志之士多次進行北伐，希望能夠收復北方的國土。祖逖是東晉率先北伐的將領，他曾經率軍收復黃河以南地區，但由於東晉內部出現糾紛，朝廷又擔心他北伐成功後威望太高，結果沒有給予支持，以致功敗垂成，祖逖於321年憂憤而死，曾收復的土地又被胡人重新佔領。
繼祖逖之後，又有桓溫於354年、356年及369年三次北伐，曾一度收復洛陽，他屢次請求朝廷把都城遷回洛陽，但遭到大族的反對，東晉君臣又怕他權勢太大，難以控制，因而無法實現。其後劉裕北伐亦曾收復洛陽和長安。

### 危機
氐族所建立的前秦，在苻堅時，任用漢人王猛為相，大修政教，富國強兵。前秦強大起來，統一五胡所據之華北大部分地區。383年，苻堅率軍南下，聲勢浩大，企圖一舉消滅東晉，於是發生歷史上著名的「淝水之戰」。淝水之戰後，前秦瓦解，北方大亂，再次陷入長期分裂的狀態，胡人無暇南侵。东晋以弱勝強，局勢暫時穩定下來。

### 滅亡
東晉的宗室和士族，經常爭權奪利，人民生活相當困苦，以致盜賊四起。淝水之戰後，南方人民暫獲安定，但政治混亂和貪污腐敗的情況，並沒有改善。東晉大臣桓溫死後，其子桓玄逼晋安帝禅位给他，改国号为楚，史称“桓楚”；劉裕起兵聲討，殺死桓玄，恢復東晉的統治，又消灭割据蜀地的谯纵。但劉裕自己有奪位的野心，亦铲除与自己不同心的地方大员，于是刘毅被消灭，鲁宗之、司马休之等投奔后秦。在发起北伐消灭后秦、南燕后，刘裕終於弑安帝，立恭帝，终在420年廢晉恭帝自立，改國號為宋，史称“刘宋”。東晉至此正式滅亡。

## 特色
東晉偏安江南，士族掌權，國君權力旁落，同時各士族之間常為了爭權而北伐，並無單一世族能將司馬氏取而代之，這是政治上特點，與曹魏中後期政權旁落予司馬氏一族不同。在政治上由於皇族與北方士族南移所引致的政權不穩的現況，因此在南移後實行僑寄州郡制，同時沿用西晉時斯的占田制與蔭戶制，以此穩定北方士族及安撫「地頭蛇」南方士族，達致長約103年士族政治的巔峰。
但在另一方面，東晉在文學上卻有一定成就，各類詩文歌賦都大盛於西晉。著名的文學家，有谢灵运、陶渊明、王羲之等人，也流行了駢文。而繪畫、書法也有頗傑出的成就，如東晉人顧愷之的畫作，王羲之的書法，都有很高藝術價值。
著名的中国四大民间传说之一的梁山伯與祝英台的故事背景也發生在東晉時代。
東晉雖非中國史上強盛的時期，卻為文學、藝術極興盛的時代。首都建康成為文化中心，吸引許多東南亞、印度的佛教僧侶及商人前來。338年所鑄造模仿罽賓的佛教模型，為今日所知最早的鎏金銅佛像。中國史上最具影響力的書法家王羲之活躍於此時期。東晉的陶器形式較西晉時期創新。南京富貴山曾挖掘出此時期的墓穴，根據史料記載，此處為東晉皇室墓葬的地點。東晉也是中國清談盛行的時代。
二十四史之六《魏書》的《僭晉司馬叡傳》可知，北魏、北齊都不承認東晉合法。

## 君主列表
| 肖像 | 庙号          | 谥号     | 名讳                                        | 在世时间     | 在位时间     | 年号         | 年号使用时间 | 陵寝   |
| ---- | ------------- | -------- | ------------------------------------------- | ------------ | ------------ | ------------ | ------------ | ------ |
|      | 中宗          | 元皇帝   | 司马睿                                      | 276年－323年 | 317年－323年 | 建武         | 317年－317年 | 建平陵 |
| 太兴 | 中宗          | 元皇帝   | 司马睿                                      | 276年－323年 | 317年－323年 | 318年－321年 |              | 建平陵 |
| 永昌 | 中宗          | 元皇帝   | 司马睿                                      | 276年－323年 | 317年－323年 | 322年－323年 |              | 建平陵 |
| －   | 肅祖 又作肅宗 | 明皇帝   | 司马绍                                      | 299年－325年 | 323年－325年 | 太宁         | 323年－326年 | 武平陵 |
| －   | 顯宗          | 成皇帝   | 司马衍                                      | 321年－342年 | 325年－342年 | 咸和         | 326年－334年 | 兴平陵 |
| －   | 顯宗          | 成皇帝   | 司马衍                                      | 321年－342年 | 325年－342年 | 咸康         | 335年－342年 | 兴平陵 |
| －   | －            | 康皇帝   | 司马岳                                      | 322年－344年 | 342年－344年 | 建元         | 343年－344年 | 崇平陵 |
| －   | 孝宗          | 穆皇帝   | 司马聃                                      | 343年－361年 | 344年－361年 | 永和         | 345年－356年 | 永平陵 |
| －   | 孝宗          | 穆皇帝   | 司马聃                                      | 343年－361年 | 344年－361年 | 升平         | 357年－361年 | 永平陵 |
| －   | －            | 哀皇帝   | 司马丕                                      | 341年－365年 | 361年－365年 | 隆和         | 362年－363年 | 安平陵 |
| －   | －            | 哀皇帝   | 司马丕                                      | 341年－365年 | 361年－365年 | 兴宁         | 363年－365年 | 安平陵 |
| －   | －            | －       | 司马奕 （后被废，降封东海王、海西县公）     | 342年－386年 | 365年－371年 | 太和         | 366年－371年 | －     |
| －   | 太宗          | 简文皇帝 | 司马昱                                      | 320年－372年 | 371年－372年 | 咸安         | 371年－372年 | 高平陵 |
| －   | 烈宗          | 孝武皇帝 | 司马曜                                      | 362年－396年 | 372年－396年 | 宁康         | 373年－375年 | 隆平陵 |
| －   | 烈宗          | 孝武皇帝 | 司马曜                                      | 362年－396年 | 372年－396年 | 太元         | 376年－396年 | 隆平陵 |
| －   | －            | 安皇帝   | 司马德宗                                    | 382年－419年 | 396年－419年 | 隆安         | 397年－401年 | 休平陵 |
| －   | －            | 安皇帝   | 司马德宗                                    | 382年－419年 | 396年－419年 | 元兴         | 402年－404年 | 休平陵 |
| －   | －            | 安皇帝   | 司马德宗                                    | 382年－419年 | 396年－419年 | 大亨         | 402年－403年 | 休平陵 |
| －   | －            | 安皇帝   | 司马德宗                                    | 382年－419年 | 396年－419年 | 义熙         | 405年－419年 | 休平陵 |
| －   | －            | 恭皇帝   | 司马德文 （刘宋武帝刘裕降封零陵王，后被杀） | 386年－421年 | 419年－420年 | 元熙         | 419年－420年 | 沖平陵 |

## 註释
1. ↑  苻堅聲稱「投鞭斷流」，即是人數眾多，只要士兵把皮鞭投入河中，就可以截斷流水。
2. ↑   註:

1. ↑  桓玄夺权后改元兴元年为隆安六年。
2. ↑  桓玄夺权后改元兴元年为隆安六年。桓玄败亡后，复称元兴年号。
3. ↑  桓玄夺权后所改，故在桓玄败亡后不被承认。

## 延伸閱讀
- 李济沧：〈六朝分权体制考——东晋的国家权力与地域社会（页面存档备份，存于）〉。
- 王心揚：〈家與國的抉擇——東晉士人對忠君觀念的提倡（页面存档备份，存于）〉。

| 中国朝代：中国南方地区政权 | 中国朝代：中国南方地区政权 | 中国朝代：中国南方地区政权 |
| -------------------------- | -------------------------- | -------------------------- |

| 前朝： 晋朝 · 西晋 | 晋朝 · 东晋 继承自西晋 (永嘉之祸->衣冠南渡) 317年4月6日 — 420年7月10日 | 后朝： 南朝 · 宋 |